# NGC 2495
NGC 2495 è una lontana galassia a spirale (o irregolare) situata nella costellazione della Lince, a una distanza di circa 413 milioni di anni luce dalla nostra Via Lattea.

## Scoperta
La galassia è stata scoperta il 14 febbraio 1855 dall'astronomo irlandese R. J. Mitchell.

## Descrizione
Il nucleo di NGC 2495 presenta emissioni nel dominio dell'ultravioletto. È iscritta nel catalogo di Markarian con il codice Mrk 383 (MK 383).